# Bernard Lazare

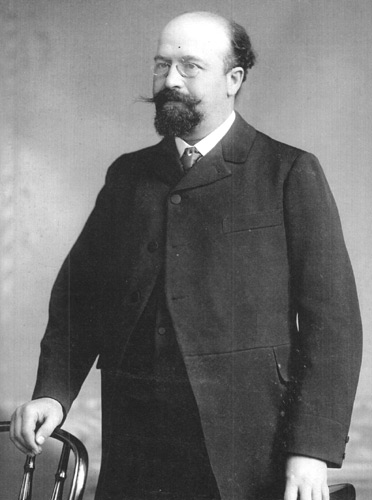
Bernard Lazare

Bernard Lazare, eigenlijke naam Marcus Manassé Bernard (Nîmes, 15 juni 1865 – Parijs, 1 september 1903) was een Joods-Frans literair criticus en een politiek journalist en publicist. Ook stond hij te boek als anarchist en polemist.
In zijn hoedanigheid van publicist en journalist gebruikte hij zijn familienaam (Bernard) als voornaam en zijn vaders naam (Lazare) als achternaam. Lazare hield zich onder meer bezig met het verslaan van de opstand van Carmaux, klaagde de misdaden aan begaan tegen de Armeniërs en maakte zich verdienstelijk als een van de eerste verdedigers van Dreyfus.

## Jeugd
Hij was de oudste van de vier zonen van Jonas Bernard, een handelaar in confectiekleding, en van Douce Noémie Rouget, die uit een oude Provençaalse familie stamde. De burgerlijke familie Rouget introduceerde het weefgetouw van het type Jacquard in Toulouse en creëerde daarmee een van de eerste en meest bloeiende fabrieken voor laken en passementwerk. Het gezin Bernard was Joods en de synagoge ontgroeid, maar niettemin gehecht aan de traditionele feesten.
Lazare behaalde het baccalaureaat in de wetenschappen, maar zijn werkelijke passie, die hij deelde met zijn vriend uit Toulouse, de dichter Ephraïm Mikhaël, was de letterkunde. Éphraïm en hij deden alsof ze neven waren. Ephraïm Mikhaël, een jaar jonger dan Bernard, zou vanuit Parijs, waar hij studeerde aan de school voor oorkondenonderzoek, de École des Chartes, Lazare aanmoedigen er met hem de wereld van de letteren te veroveren. Lazare ging naar Parijs in 1886, het jaar van de verschijning van "La France juive" van Édouard Drumont.
Lazare schreef zich in aan de "École pratique des hautes études", een instituut voor hogere studiën. Hij koos de lessen van abbé Louis Duchesne, voor wie de Kerk in het "Institut catholique de Paris" een leerstoel geschiedenis had opgericht. De strengheid van Lazare, zijn liefde voor de ware toedracht van de feiten, zijn vermogen zich over de veronderstelde gevestigde waarheden vragen te stellen, werden ongetwijfeld ondersteund door Duchesne, wiens "Histoire de l'église ancienne" op de lijst van verboden lectuur, de "Index Librorum Prohibitorum" belandde omdat de Kerk de schrijver verweet als geschiedkundige en niet als godgeleerde te hebben geschreven.
In de loop van het academische jaar 1887-1888 overhandigde Lazare een verhandeling gewijd aan "de conciliaire wetgeving met betrekking tot de joden".
In 1888 schreef hij, met Ephraïm Mikhaël, "La Fiancée de Corinthe" ('de verloofde van Korinthe'), een dramatische legende in drie bedrijven. Het boek verscheen onder het pseudoniem Bernard Lazare. Twee jaar later overleed Ephraïm aan tuberculose. Lazares rouwtijd luidde het einde in van zijn jeugd. In dezelfde periode begon hij zich in te zetten voor de anarchistische beweging, een actief engagement, hoewel hij nooit aansluiting heeft gezocht bij de Action directe. Niettemin zou hij altijd dit gedachtegoed blijven steunen, zoals ook zijn kameraden tot wier uitgaven hij ook financieel een bijdrage verleende en die hij bij hun proces tot steun zou zijn. Als anarchist schreef hij een aantal novellen voor kranten, die nadien werden gebundeld. Ook was hij een anarchistisch literair criticus en in de zomer van 1895 deed hij voor de Echo de Paris verslag van de smartelijke opstand van de werklieden van Carmaux. Als journalist in hart en nieren woonde hij in 1896 het socialistische congres in Londen bij. Hij verkondigde dat de "autoritaire en jaloerse Karl Marx, ontrouw is aan zijn eigen programma, dat door de Internationale van zijn doel werd afgebracht".

## Dreyfusaffaire
Lazare stortte zich ook in de zaak Dreyfus, de 'joodse aangelegenheid' waar journalist Édouard Drumont voor eigen doeleinden voordeel uit probeerde te halen. Vanaf 1892 stond Lazare in contact met Achad Ha'am, een van de vaderen van de Hovevei Zion, de voorlopers van de zionistische beweging.
In de lente van 1894 publiceerde hij L'Antisémitisme, son histoire et ses causes ('Het antisemitisme, zijn geschiedenis en zijn oorzaken'), een erudiete, kritische studie van de oorsprong van het antisemitisme, dat slechts enkele maanden na de aanhouding en gevangenneming verscheen van de joodse kapitein Alfred Dreyfus, die van verraad wordt beschuldigd. Omdat Bernard Lazare bekendstond om zijn moed en strijdvaardigheid, verzocht Mathieu Dreyfus hem om mee te werken aan het vrijpleiten van Alfred Dreyfus.
Lazare legde zich vrijwel volledig op deze taak toe. Begin november 1896 bracht hij in België zijn eerste verhandeling uit, L'Affaire Dreyfus – Une erreur judiciaire ('De zaak Dreyfus, een gerechtelijke dwaling'), die eigenlijk de volledige omwerking is van de tekst die hij op verzoek van Mathieu vanaf de zomer van 1895 al had geschreven. Hij baseerde zich op een artikel in L'Éclair van 15 september 1896, waarin de onwettelijkheid van het proces van 1894 uit de doeken werd gedaan, en weerlegde de beschuldigingen puntsgewijs en vraagt hij dat het proces wordt herzien. Deze tactiek voldeed ongetwijfeld aan de verlangens van de familie Dreyfus, want in de eerste versie viel Lazare de schuldigen aan door ze op hun beurt een voor een te beschuldigen. In crescendo besloot hij met een litanie die aanvangt met "J'accuse!". Deze eerste versie overhandigde hij ongeveer twee jaar later aan Émile Zola, die ze vervolgens onsterfelijk maakte).
De geschiedenis van het antisemitisme maakte van de Joods-Franse nationalist Lazare een Joods-nationalist, zonder dat hij daarbij iets van zijn anarchistisch engagement verloor. Hij was het deels eens met Theodor Herzl; beide mannen achtten elkaar in hoge mate. Maar hij raakte met hem gebrouilleerd omwille van een onderneming waarvan hij de 'neigingen, de methodes en de daden' meende te moeten afkeuren. Hij schreef Herzl en daarmee ook het zionistisch actiecomité in april 1899: "Uw denkbeelden zijn burgerlijk, uw gevoelens zijn burgerlijk, uw gedachten zijn burgerlijk, uw sociale opvattingen zijn burgerlijk".

## Latere activiteiten
Lazare zou zijn strijd voor de joden op eigen houtje voortzetten. Hij stond aan de kant van de Roemeense joden, van wie hij, na een bezoek aan Roemenië, het verschrikkelijke lot betreurde in L'Aurore van juli en augustus 1900. Hij vertrok ook naar Rusland, waar hij een nieuwe reportage maakte over de joden aldaar die ook in gevaar waren. Maar hij had geen tijd meer om de reportage te publiceren, aangetast als hij dan al was door ziekte.
Bovendien zette hij zich voor de Armeniërs, die in het Ottomaanse Rijk vervolgd werden, en in 1902 deinsde hij er in Pro Armenia niet voor terug om in de volgende bewoordingen het zionistisch congres van Bazel aan te klagen (waar eer betuigd werd aan sultan Abdülhamit II): "De vertegenwoordigers (...) van de oudste onder de vervolgde volkeren - die van wie de geschiedenis niet dan met bloed kan worden geschreven - sturen hun groet aan de meest afschuwelijke onder de moordenaars. (...) en in deze vergadering, bevindt er zich niemand die zegt (...) - "U hebt het recht niet om uw volk te onteren..."."
Bernard Lazare streefde er niet naar te behagen. Hij dorstte naar gerechtigheid, naar de waarheid en naar onvoorwaardelijke vrijheid. Heel snel al legden de Dreyfusards hem het zwijgen op, en hij mocht het verslag van het proces in Rennes voor "L'Aurore" niet verslaan. Zijn venijnige kronieken over het proces verschenen echter wel in twee Amerikaanse tijdschriften, de "The Chicago Record" en de "The North American Review".
In 1902 bezorgde hij de "Cahiers de la quinzaine" een geloofsbelijdenis waarin hij op basis van de dreyfusiaanse moraal de democratie en de vrijheid van denken en geloven verdedigde, toen hij door Charles Péguy geraadpleegd werd over de gevolgen van de wetgeving tegen kloosterorden en congregaties.
Toen hij op 1 september 1903 op 38-jarige leeftijd overleed, na een operatie aan de spijsverteringskanalen vanwege een terminale kanker, liet hij een geschrift na, "Le Fumier de Job" (de mesthoop van Job). Voordien gaf hij nog toestemming tot een nieuwe uitgave van "L'Antisémitisme, son histoire et ses causes" op voorwaarde dat de titel zou vermelden dat zijn mening "over het een en ander ondertussen is veranderd".
In Parijs, in het 3de arrondissement, op de hoek van de rue Turbigo en rue Volta, werd een plein naar Bernard Lazare vernoemd, dat door burgemeester Bertrand Delanoë op 15 juni 2005 werd onthuld.
Tot op de dag van vandaag is er een zionistisch-socialistische organisatie actief, de Cercle Bernard-Lazare, gelieerd met Hachomer Hatzaïr en de partij Meretz in Israël.

## Werken
- L'Antisémitisme son histoire et ses causes, Léon Chailley éditions, 1894
- L'Affaire Dreyfus – Une erreur judiciaire, redactie Philippe Oriol, Éditions Allia, 1993
- Le Fumier de Job, redactie Philippe Oriol, Éditions Honoré Champion, 1998
- Juifs et antisémites, redactie Philippe Oriol, Éditions Allia, 1992
- (en) Verschillende teksten van Bernard Lazare online

## Voetnoten
1. ↑  Zie dienaangaande ook het forum van site de la Société internationale d'histoire de l'affaire Dreyfus

- Bibsys: 90552007
- Biblioteca Nacional de España: XX964663
- Bibliothèque nationale de France: cb119114759 (data)
- CiNii: DA02890113
- Gemeinsame Normdatei: 120813874
- International Standard Name Identifier: 0000 0001 2102 451X
- Library of Congress Control Number: n83026106
- Nationale Bibliotheek van Tsjechië: uk2018979629
- Nationale bibliotheek van Australië: 36575831
- Nationale Bibliotheek van Israël: 987007264222405171
- Nationale Bibliotheek van Polen: a0000003343097
- Nederlandse Thesaurus van Auteursnamen: 069929602
- Réseau des bibliothèques de Suisse occidentale: 02-A000103229
- Istituto Centrale per il Catalogo Unico: SBLV284914
- SNAC: w6qj7wqp
- Système universitaire de documentation: 026971216
- Trove: 1301392
- Virtual International Authority File: 76318480
- WorldCat: E39PBJbM7gxqpF6RG4jqyqvbVC